# Orthodoxe und orientalische Kirchen in Hamburg
Diese Liste verzeichnet die orthodoxen und orientalischen Kirchen in Hamburg.

## Liste
| Name                                       | Lage                                                                | Konfession und Geschichte |
| ------------------------------------------ | ------------------------------------------------------------------- | --- |
| Kirche des heiligen Prokop                 | Stellingen Hagenbeckstr. 10 53° 35′ 3,1″ N, 9° 56′ 49,2″ O          | Russisch-Orthodoxe Kirche. – 1965. Architekt Alexander S. Nürnberg. Auslandskirche, Moskauer Patriarchat. |
| Kirche des Heiligen Johannes von Kronstadt | Sankt Pauli Vor dem Holstentor 1 53° 33′ 27,1″ N, 9° 58′ 33,7″ O    | Russisch-Orthodox. – 1907. Ehemals evangelisch-lutherische Gnadenkirche. 2004 von der russischen Gemeinde erworben. Die russisch-orthodoxe Gemeinde des Hl. Johannes von Kronstadt wurde im Jahre 2001 gegründet. Sie ist die jüngste russisch-orthodoxe Gemeinde in Hamburg. Die Gemeinde zählt zurzeit ca. 2000 Mitglieder. Die für westliche Bauweise eher ungewöhnliche Architektur der Gnadenkirche (Architekt: Fernando Lorenzen) mit ihren runden Formen und Elementen aus der Romanik und Gotik ähnelt dem architektonischen Stil der byzantinischen Ostkirchen, so dass sie sich mit ihren heutigen fünf Zwiebeltürmchen und orthodoxen Kreuzen, die im Sommer 2007 aufgebracht wurden, kaum von der traditionellen Architektur der östlichen orthodoxen Kirchen unterscheidet. Die Gemeinde hatte zuvor ihre Gottesdienste im ev. Gemeindehaus in der Stiftstraße in St. Georg. Moskauer Patriarchat. |
| Kirche des heiligen Nikolaus               | Hamm Sievekingsallee 12 53° 33′ 37,4″ N, 10° 2′ 36,5″ O             | Griechisch-orthodoxe Kirche (griechischsprachig). – 1966. Ehemals evangelisch-lutherische Simeonkirche. Zu dem gesamten Komplex gehören Kirche, die Kapelle des Hl. Arsenios des Kappadokiers, Pfarrbüro und Gemeindezentrum. |
| Gemeinde der Heiligen Kyrill und Method    | Rothenburgsort Billhorner Mühlenweg 31 53° 32′ 8″ N, 10° 1′ 57,9″ O | Russisch-orthodox (deutschsprachig). – Früher Polnisch-Orthodox. Die Göttliche Liturgie sowie alle anderen Gottesdienste und Sakramente, die dem byzantinischen Ritus folgen finden seit Oktober 2018 in der ehemaligen protestantischen St. Johannes Kapelle statt, die von der Gemeinde erworben worden ist. |
| Erzengel-Michael-Kirche                    | Eilbek Schellingstr. 7–9 53° 34′ 8,4″ N, 10° 2′ 47,1″ O             | Serbisch-Orthodoxe Kirche. – Bis vor einigen Jahren fanden die Gottesdienste in einem dafür mit Ikonostase etc. eingerichteten Saal im ev. Gemeindehaus in der Stiftstraße in St. Georg statt. Anschließend übernahm die Gemeinde des Hl. Johannes von Kronstadt der ROK – Moskauer Patriarchat – die Nutzung dieser Räume für einige Jahre bis zu ihrem Umzug in die ex Gnadenkirche. |
| Hl. Johannes der Täufer                    | Farmsen Tegelweg 151 53° 36′ 26,9″ N, 10° 6′ 9,7″ O                 | Rumänisch-Orthodoxe Kirche (rumänischsprachig). – Das Kirchengebäude wurde 1976 für die Neuapostolische Gemeinde Farmsen gebaut und bis 2012 von ihr genutzt. Gründung der Gemeinde Anfang 2007. Im November 2013 hat die Gemeinde diese Kirche erworben. |
| Hl. Märtyrer Brâncoveni und Hl. Ansgar     | Wandsbek                                                            | Rumänisch-Orthodoxe Kirche (rumänischsprachig). - Gründung der Gemeinde 31. Mai 2015. |
| St. Petrus der letzte Märtyrer             | Sternschanze Schröderstiftstr. 34 53° 34′ 2,6″ N, 9° 58′ 20,1″ O    | Koptische Kirche. – 1852 als Schröderstift gebaut. Gottesdienst am 2. und 4. Sonntag im Monat in der Schröderstiftskapelle. Diese Kirche wurde viele Jahre lang bis zu ihrem Umzug in die Sievekingsallee von der Griechischen Orthodoxen Gemeinde Hamburg genutzt. |
| Äthiopisch-orthodoxe Kirche                | Wehrmannstraße 7, 21109 Hamburg                                     | Äthiopisch-Orthodoxe Tewahedo Kirchengemeinde Hl. Kidanemehiret Hamburg Jeden Samstag und Sonntag |
| St. Maria & St. Shmuni                     | Hamburg-Sinstorf Winsener Str. 187 53° 25′ 39,2″ N, 9° 58′ 58,1″ O  | Syrisch-Orthodoxe Kirche von Antiochien. – 2006 von der Gemeinde ersteigert, Kirchweihe am 15. August 2010. |
| St. Dimet                                  | Neugraben Neuwiedenthaler Str. 53° 28′ 37,4″ N, 9° 51′ 37,2″ O      | Syrisch-orthodox. – Die Kirche wurde im Juni 2003 geweiht. |
| Armenische Apostolische Kirche             | Eilbek Papenstr. 70 53° 33′ 55,1″ N, 10° 2′ 38,2″ O                 | Armenische Apostolische Kirche. – Gottesdienste in der evang.-luth. Friedenskirche in Hamburg-Eilbek. |
| Hl. Kyrill und Methodius                   | Eilbek Wandsbeker Chaussee 192                                      | Bulgarisch-orthodoxe Kirche – seit 2019 in der ehemals evangelischen Osterkirche Eilbek |

## Weitere Gemeinden
- Bulgarische Orthodoxe Kirchengemeinde Kyrill und Methodius in der früheren evangelischen Bugenhagenkirche, Hamburg-Barmbek.[10]

- Rum-Orthodoxe Kirchengemeinde. Sie hatte jahrelang ihre Gottesdienste in der Erlöserkirche (Hamburg-Borgfelde), davor in der Jerusalem-Kirche in Eimsbüttel. Für die Gläubigen aus dem Raum Hamburg befindet sich das Gemeindezentrum jetzt in Pinneberg.

- Syrisch-Orthodoxe Gemeinde St. Maria in Hamburg-Harburg
- Syrisch-Orthodoxe Gemeinde St. Michael in Hamburg-Billstedt